# 8472 Tarroni
8472 Tarroni este un asteroid din centura principală de asteroizi.

## Descriere
8472 Tarroni este un asteroid din centura principală de asteroizi. A fost descoperit pe 12 octombrie 1983 la Observatorul San Vittore din Bologna. El prezintă o orbită caracterizată de o semiaxă mare de 2,69 ua, o excentricitate de 0,20 și o înclinație de 11,9° în raport cu ecliptica.